# Balizee
De Balizee is de zee direct ten noorden van het eiland Bali in Indonesië. Deze randzee van de Indische Oceaan grenst in het noorden aan de Javazee en in het oosten aan de Floreszee.